# Kaartinkaupunki
Kaartinkaupunki je přímořská městská čtvrť v okrese Ullanlinna v Jižním hlavním obvodu hlavního města Helsinky v provincii Uusimaa v jižním Finsku. Zahrnuje oblast mezi Parkem Esplanadi (Esplanadin puisto), náměstím Kauppatori a observatoří Tähtitornin vuori.

## Další informace
Nachází se zde Švédské divadlo (Svenska Teatern), muzea, kostely, umělecká díla, přístaviště u moře, firmy aj. Čtvrť má rozlohu 0,32 km². Na konci roku 2020 žilo v Kaartinkaupunki 1057 obyvatel a na konci roku 2017 bylo v regionu 10512 pracovních míst.

## Galerie

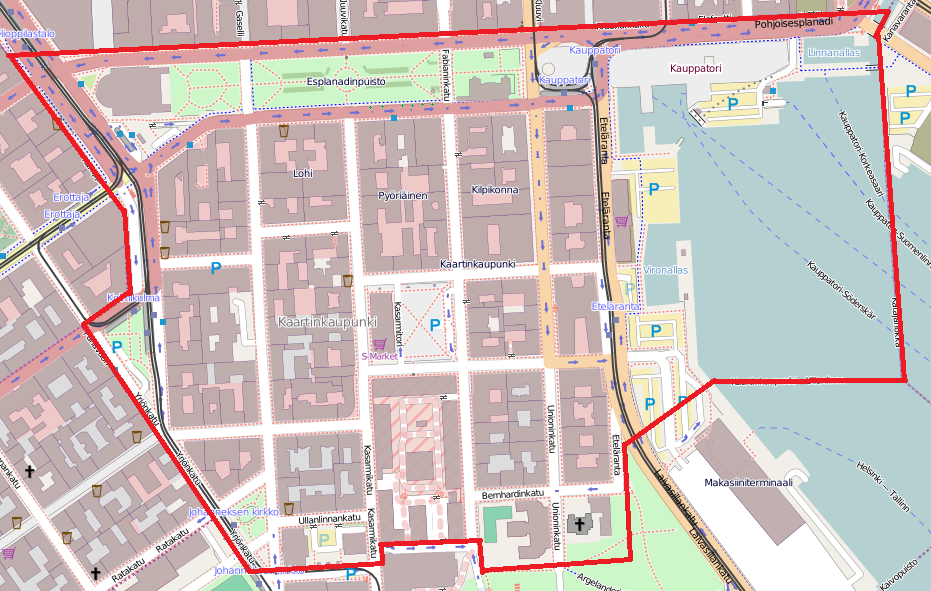
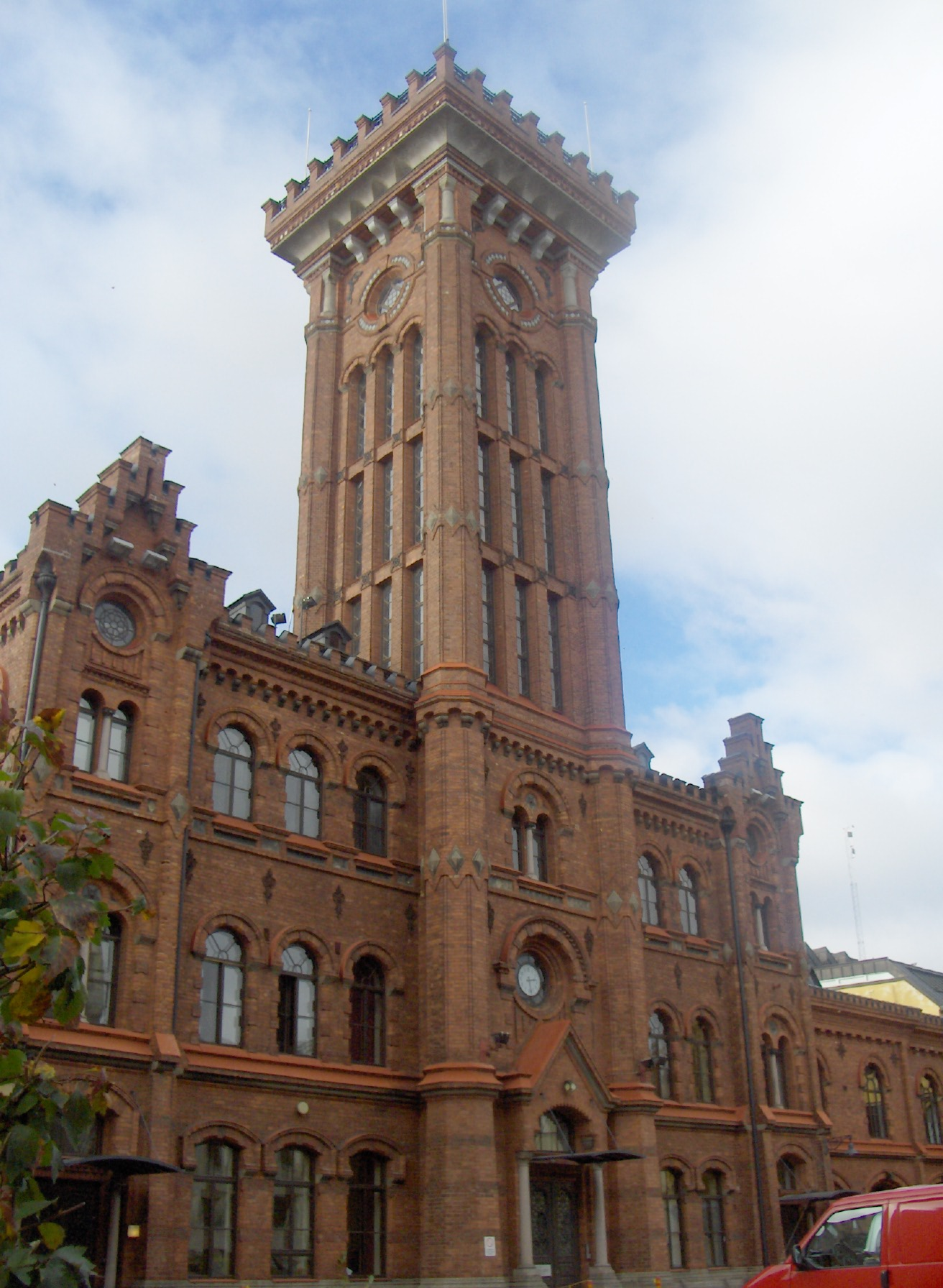
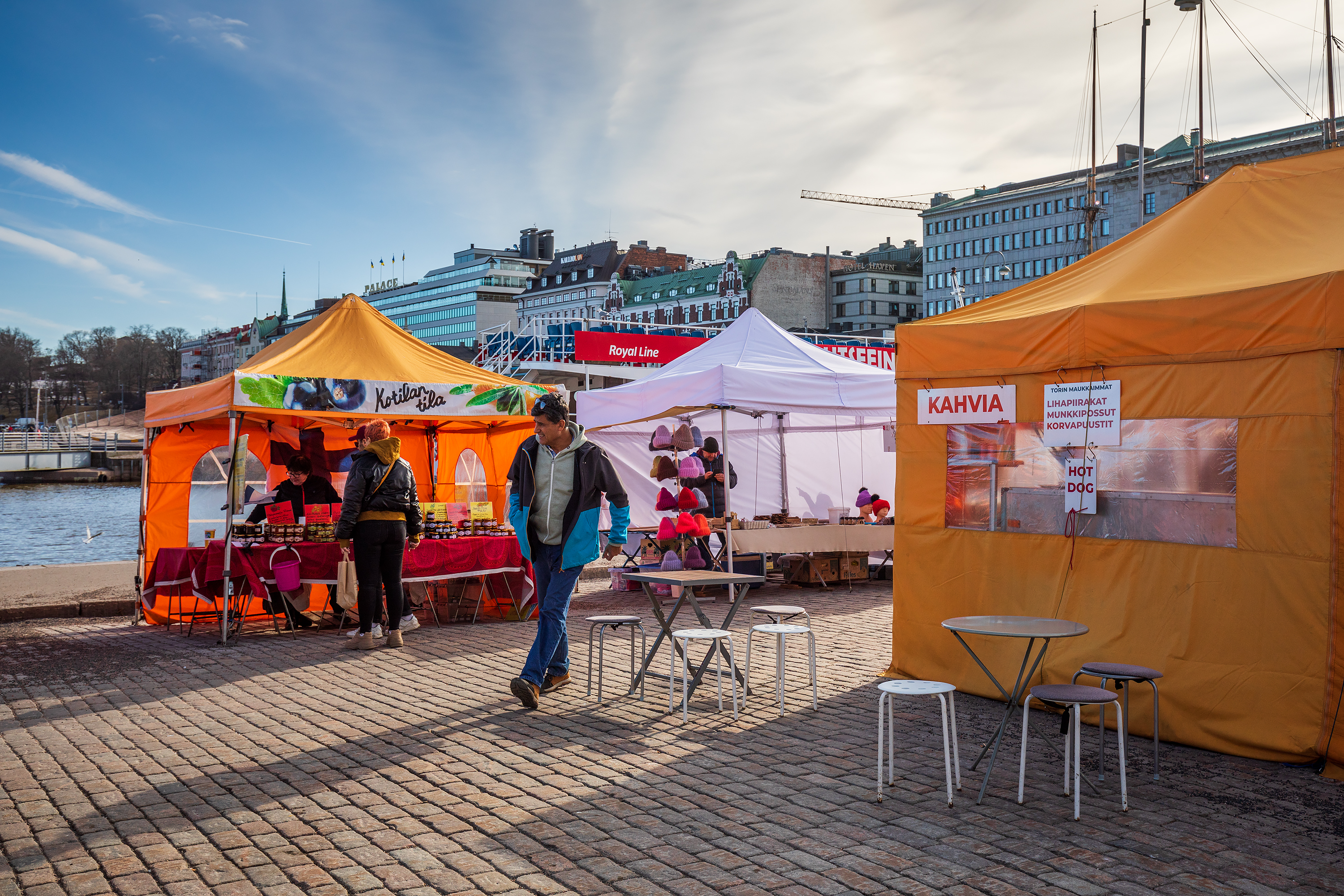